# Diego Aduarte
Juan Diego Aduarte (c. 1570-1636), en otras fuentes Diego Francisco Aduarte o, simplemente, Diego de Aduarte, fue un sacerdote dominico natural de la ciudad de Zaragoza (España).
Este sacerdote fue enviado por la orden de predicadores a Extremo Oriente. Allí comenzó desempeñando la labor de prior del convento de Santo Domingo de Manila, y fue elegido embajador de una expedición dirigida a Camboya, Vietnam y China. El 23 de enero de 1634 fue nombrado obispo de Nueva Segovia, Filipinas.
Falleció en el año 1636 en la isla de Luzón.

## Obra
Diego Aduarte vivió durante gran parte de su vida en Asia, por lo que su obra documenta la labor de la orden dominica en este continente.
Algunas de sus obras más destacadas son Relación de algunas entradas que han hecho los religiosos de Santo Domingo en tierras de infieles (Manila, 1633), Relación de los muchos que han padecido martirio a título de cristianos en Japón (Roma, 1633) e Historia de la provincia del Santísimo Rosario de la orden de Predicadores en Filipinas (Manila, 1640).